# Эльвесия
Эльвесия (исп. Helvecia) — город и муниципалитет в департаменте Гарай провинции Санта-Фе (Аргентина), административный центр департамента.

## История
В 1864 году два предпринимателя швейцарского происхождения получили здесь от властей провинции земельный участок для основания сельскохозяйственного поселения, куда и стали завозить переселенцев из Швейцарии. В честь страны происхождения жителей населённый пункт был назван «Гельвецией» (в испанском прочтении — «Эльвесия»).